# Pete Alonso
Peter Morgan Alonso (Tampa, Florida, 1994. december 7. –) becenevén „Polar Bear”, amerikai profi baseball egyesvédő, aki a Major League Baseball (MLB) bajnokságban szereplő New York Mets csapatában játszik. MLB-bemutatkozása 2019-ben volt, ebben az évben egyből a Mets egy szezon alatt legtöbb hazafutást beütő játékosa, illetve a Mets, a Nemzeti Liga és a Major League Baseball legtöbb hazafutást szerző újonca lett.

## Fiatalkora
Alonso 1994. december 7-én a floridai Tampában született Michelle és Peter Matthew Alonso gyermekeként. Apai nagyapja, Peter Conrad Alonso, a spanyol polgárháború alatt elmenekült Barcelonából és New York Queens kerületében telepedett le.
Alonso a tampai Jezsuita Középiskolában kezdte meg a középiskolai tanulmányait, azonban a második év után úgy döntött, hogy a szintén tampai Henry B. Plant Középiskolában fejezi be azt. Elsőévesen lacrosse-t és amerikai futballt is játszott, azonban később abbahagyta ezeket, hogy kizárólag a baseballra összpontosíthasson. Az iskola baseballcsapatában hármasvédőként játszott. Tanulmányait a Floridai Egyetemen folytatta tovább, ahol a Florida Gators csapatában, egyesvédőként játszott egyetemi baseballt. Elsőévesen beválogatták a Southeastern Conference legjobb játékosai közé. 2016-ban, a harmadik egyetemi évében .374/.469/.659-es perjelvonalat, illetve 14 hazafutást és 60 beütött futást szerzett 58 mérkőzés alatt. A Florida csapatával a 2015-ös és a 2016-os College World Seriesen is szerepelt. 2014-ben a Madison Mallards csapatában is játszott egyetemi baseballt.

## Profi pályafutása

### Alsóbb ligák
A New York Mets a 2016-os Major League Baseball draft második körében, az összesített 64. választottként Alonsót választotta. 909 200 amerikai dolláros szerződési bónuszért aláírt a csapatnak, majd a 2016-os szezont Class A-Short Season New York-Penn League bajnokságban szereplő Brooklyn Cyclones csapatában töltötte, ahol 30 mérkőzés alatt .322-es ütőátlagot, illetve 5 hazafutást és 21 beütött futást szerzett. A liga All-Star játékára is beszavazták. A 2017-es szezont már a Class A-Advanced Florida State League bajnokságban szereplő St. Lucie Mets csapatában kezdte, azonban miután 82 mérkőzés alatt .286-es ütőátlagot, 16 hazafutást és 58 beütött futást ért el, augusztusban felhívták a Class AA Eastern League bajnokságban szereplő Binghamton Rumble Ponies csapatába, ahol 11 mérkőzésen .311-es ütőátlagot, 2 hazafutást és 5 beütött futást ért el.

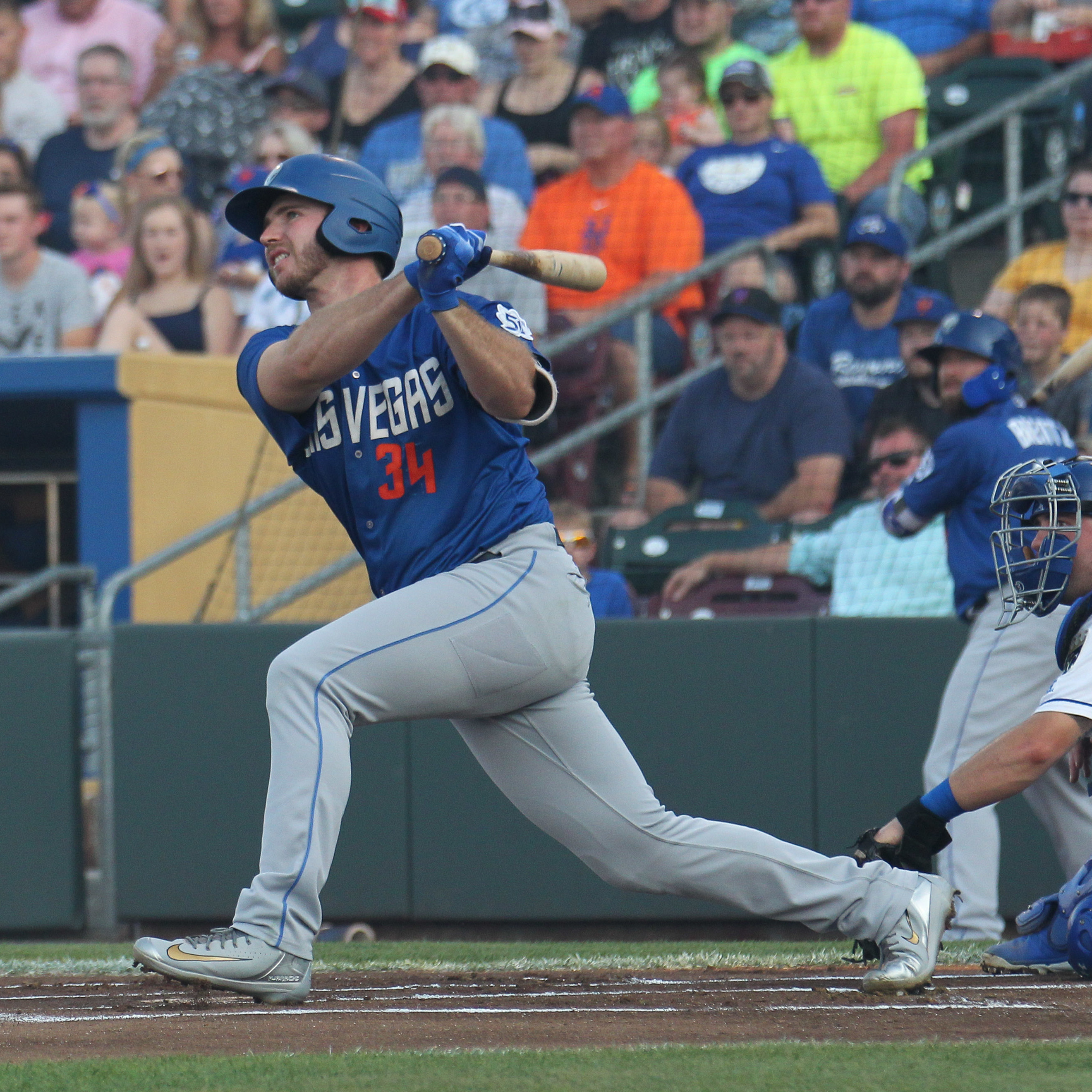
Alonso a Las Vegas 51s csapatában, 2018-ban

Az MLB.com a 2018-as szezon előtt a Mets negyedik legjobb leendő játékosának nevezte Alonsót. A 2018-as szezont a Binghamtonban kezdte meg, azonban a szezon során felhívták Class AAA Pacific Coast League bajnokságban szereplő Las Vegas 51s csapatában. A 2018-as All-Star Futures Game-en is képviselte a csapatát. 2018-ban a Binghamtonban és a Las Vegasban összesítve 132 mérkőzés alatt .285/.395/.579-es perjelvonalat, illetve 36 hazafutást és 119 beütött futást ért el. A legtöbb hazafutást szerző MiLB-játékosnak járó Joe Bauman-hazafutásdíjat is elnyerte. Alonso volt a Cashman Field történetének utolsó ütőjátékosa, amikor a létesítményben szervezett utolsó mérkőzésen, a kilencedik játékrész alján lesétáltatós hazafutást szerzett.

### New York Mets
Alonso egyesvédőként felkerült a Mets 2019-es szezonnyitó mérkőzésére nevezett csapatkeretébe. A kezdő játékoskeretben is helyet kapott, első találatát Justin Miller Washington Nationals-dobó ellen szerezte meg a nyolcadik játékrészben. Első MLB-hazafutását április 1-jén, Drew Steckenrider Miami Marlins-dobó ellen szerezte meg. Április 9-én a Minnesota Twins csapatával szemben lejátszotta pályafutása első több hazafutásos mérkőzését. Alonso lett az MLB történelmének első olyan játékosa, aki az első 10 mérkőzése alatt legalább 11 extrabázis-találatot szerzett. Korábban egyetlen játékos sem szerzett kilencnél többet. Pályafutása első MLB-hónapját .292-es ütőátlaggal, 9 hazafutással, 1 triplával, 8 duplával és 26 beütött futással zárta, amiért a Nemzeti Liga Hónap Újonca díjat is elnyerte. Alonso kilenc hazafutásánál korábban egyetlen újonc sem tudott többet ütni május 1-ig, illetve a Mets csapatában is mindössze csak Neil Walkernek (2016), John Bucknak (2013), Carlos Delgadónak (2006) és Dave Kingmannek (1976) sikerült ez.
Június 22-én megszerezte a 26. hazafutását, ezzel megdöntve a Nemzeti Liga az All-Star-szünet előtt az újoncok között beütött legtöbb hazafutásának rekordját, megelőzve Cody Bellingert, aki 2017-ben állította be a korábbi 25 hazafutásos rekordot. A következő napon a 27. hazafutásával a Mets újoncok közötti hazafutásrekordját is megdöntötte, melyet Darryl Strawberry állított be 1983-ban. Alonsót tartalékjátékosként a 2019 All-Star játékra is beszavazták. Júniusban megkapta a második Nemzeti Liga Hónap Újonca díját.
Július 7-én a Mets történelmének második olyan játékosa lett Dave Kingman (1976) után, aki az All-Star szünet előtt 30 hazafutást szerzett. Július 8-án megnyerte a 2019-es MLB-hazafutásversenyt, miután a döntőben Vladimir Guerrero Jr. Toronto Blue Jays-hármasvédőt 23–22 arányban legyőzte, ezzel Aaron Judge (2017) után a második újonc lett, aki nem mással megosztva nyerte meg a versenyt. A döntőbe vezető úton Carlos Santanát és Ronald Acuña Jr.-t győzte le, a versenyen összesen 57 hazafutást ütött be.
Augusztus 15-én az Atlanta Braves csapata fölött aratott 10–8-as győzelem során megszerezte a 39. hazafutását, beállítva ezzel a Nemzeti Liga Cody Bellinger által felállított újoncok közötti hazafutásrekordját. Alonso a mérkőzést pályafutáscsúcs 5 találattal és 6 beütött futással zárta. Augusztus 18-án a Kansas City Royals csapatával szemben megszerezte a 40. hazafutását, ezzel megdöntve Bellinger rekordját. Alonso az első olyan Mets-játékos Carlos Beltrán (2006, 41 hazafutás) óta, aki 40 hazafutást tudott szerezni egy szezon alatt, korábban Alonsón és Beltránon kívül mindössze Mike Piazzának (1999) és Todd Hundleynak (1996) sikerült ez. Augusztus 24-én megszerezte a 41. hazafutását, beállítva ezzel Beltrán és Hundley által felállított csapatrekordot. Három nappal később, augusztus 27-én a Chicago Cubs csapatával szemben a 42. hazafutását is beütött, így az egy szezon alatt legtöbb hazafutást szerző Mets-játékos lett. Alonso volt az első olyan újonc Johnny Rizzo (1938, Pittsburgh Pirates) óta, aki megdöntötte a csapata hazafutásrekordját.
Szeptember 20-án Aaron Judge után a második újonc és az első Mets-játékos lett, aki 50 hazafutását szerzett egy szezon során. Szeptember 25-én beütötte az 51. hazafutását, ezzel az MLB történelmének ötödik olyan játékosa lett, aki 25 éves kora előtt legalább 51 hazafutást és 118 beütött futást szerzett. Korábban ez csak Mickey Mantle-nek (51/130 1956-ban), Willie Maysnek (52/127 1955-ben), Ralph Kinernek (51/127 1947-ben) és Jimmie Foxxnak (58/169 1932-ben) sikerült. Szeptember 27-én Dallas Keuchel Atlanta Braves-kezdődobóval szemben megszerezte az 52. hazafutását, beállítva ezzel Aaron Judge újoncok közötti MLB-hazafutásrekordját.
Szeptember 28-án megdöntötte Aaron Judge újoncok közötti hazafutásrekordját, amikor Mike Foltynewicz Atlanta Braves-kezdődobóval szemben megszerezte az 53. hazafutását a szezonban.

## Fordítás
- Ez a szócikk részben vagy egészben  a   Pete Alonso című angol Wikipédia-szócikk ezen változatának fordításán alapul.  Az eredeti cikk szerkesztőit annak laptörténete sorolja fel. Ez a jelzés csupán a megfogalmazás eredetét és a szerzői jogokat jelzi, nem szolgál a cikkben szereplő információk forrásmegjelöléseként.